# Valérie Guignabodet
Pour les articles homonymes, voir Guignabodet.
Valérie Guignabodet, née le 9 mai 1965 à Paris 10e (Seine) et morte le 23 février 2016 à Saint-Andiol (Bouches-du-Rhône), est une scénariste et réalisatrice française.

## Biographie

### Carrière
Diplômée de l'école supérieure de commerce de Lyon, Valérie Guignabodet commence sa carrière en écrivant des scénarios pour la télévision : Dans un grand vent de fleurs (1995), puis Avocats et Associés, série créée avec Alain Krief et diffusée pendant onze saisons sur France 2 (1998-2010).
En 1999, elle signe son premier scénario pour le cinéma, En face de Mathias Ledoux. En 2002, elle passe à la réalisation avec Monique : toujours contente, comédie grinçante avec Albert Dupontel, puis, en 2004, Mariages ! avec Jean Dujardin, Mathilde Seigner, Lio, Miou-Miou… qui attire plus de 2 millions de spectateurs en salles. Elle change de registre avec son troisième film, Danse avec lui sorti en 2007, drame psychologique où l'amour des chevaux réunit Mathilde Seigner et Sami Frey et qui connaît à nouveau le succès en dépassant le million de spectateurs en salles. Elle revient à la comédie avec Divorces, sorti en 2009, dans lequel elle offre les rôles principaux à des comédiens issus du théâtre et du one-man-show : Pascale Arbillot et François-Xavier Demaison.
Par ailleurs, elle réalise et anime pour la chaine Equidia une série de documentaires équestres, Les Leçons indispensables, où elle part à la rencontre des plus grands maîtres de l'équitation mondiale.

### Vie personnelle
Valérie Guignabodet, qui a épousé le journaliste Emmanuel Chain en 2013, a une fille née d'une précédente union.

### Décès
Elle meurt dans son sommeil des suites d’une crise cardiaque le 23 février 2016 à l’âge de 50 ans.

## Filmographie
Valérie Guignabodet est à la fois réalisatrice et scénariste de ses films, sauf indication.
- 2000 : En face (scénariste seulement - réalisateur Mathias Ledoux)
- 2002 : Monique : toujours contente
- 2004 : Mariages !
- 2007 : Danse avec lui
- 2009 : Divorces
- 2016 : Sam série TV (réalise la saison 1 seulement - participe à la réalisation)